# Papilio protenor
Papilio protenor är en fjärilsart som beskrevs av Pieter Cramer 1775. Papilio protenor ingår i släktet Papilio och familjen riddarfjärilar. Inga underarter finns listade i Catalogue of Life.

## Bildgalleri

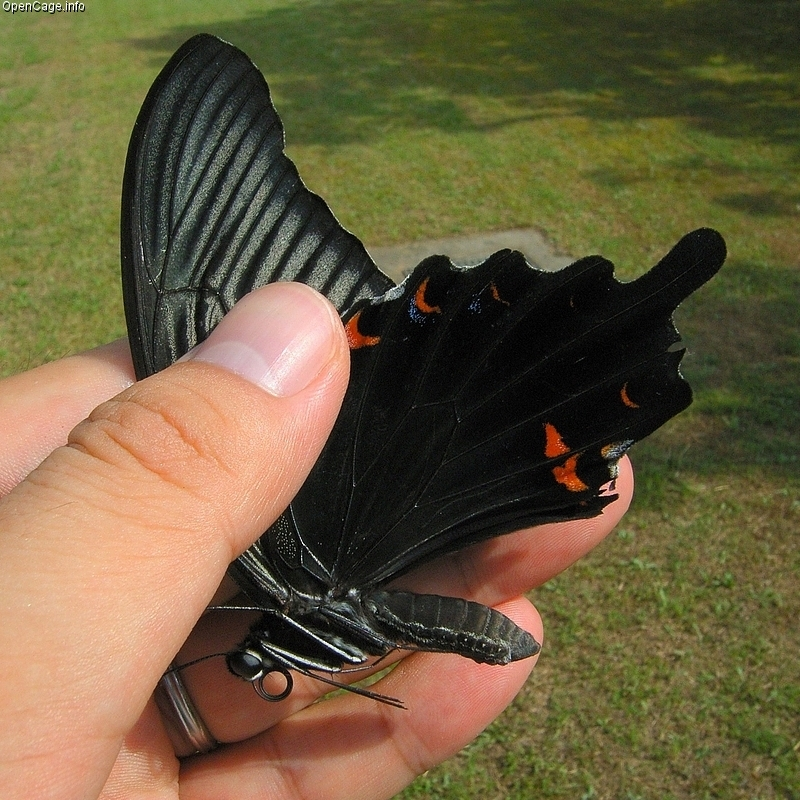
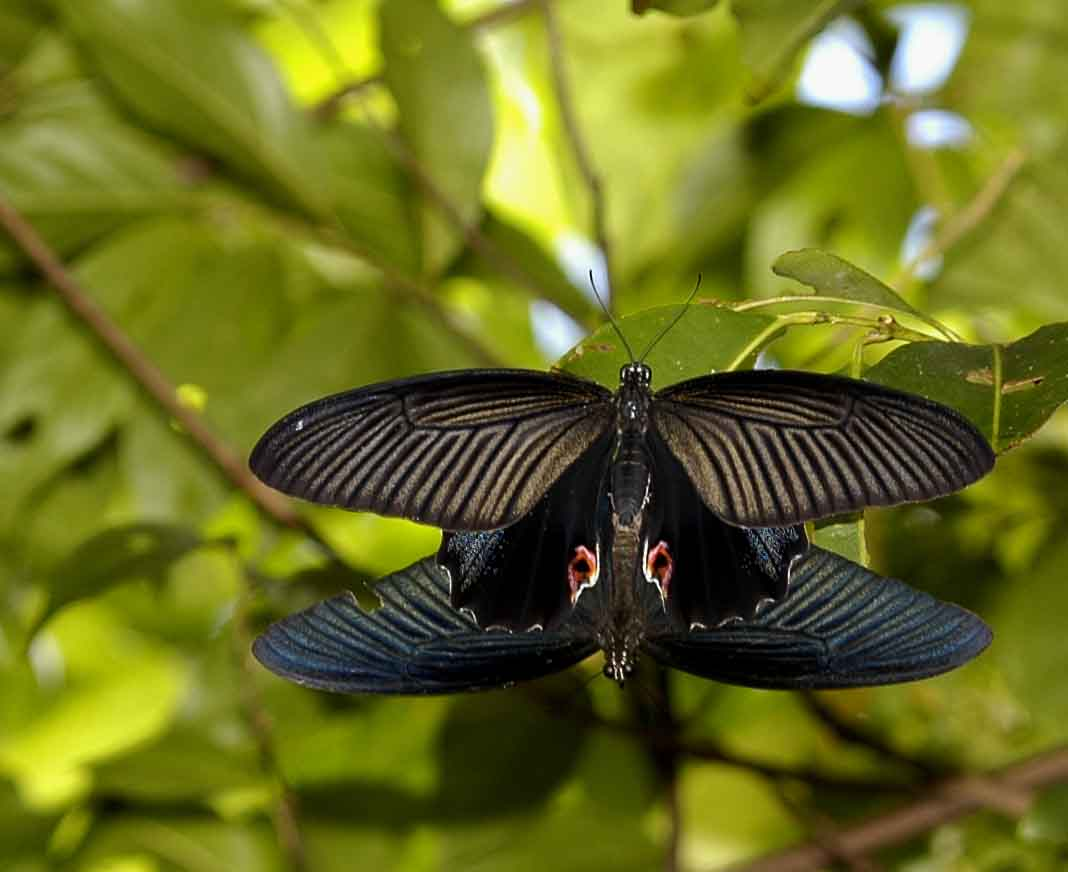
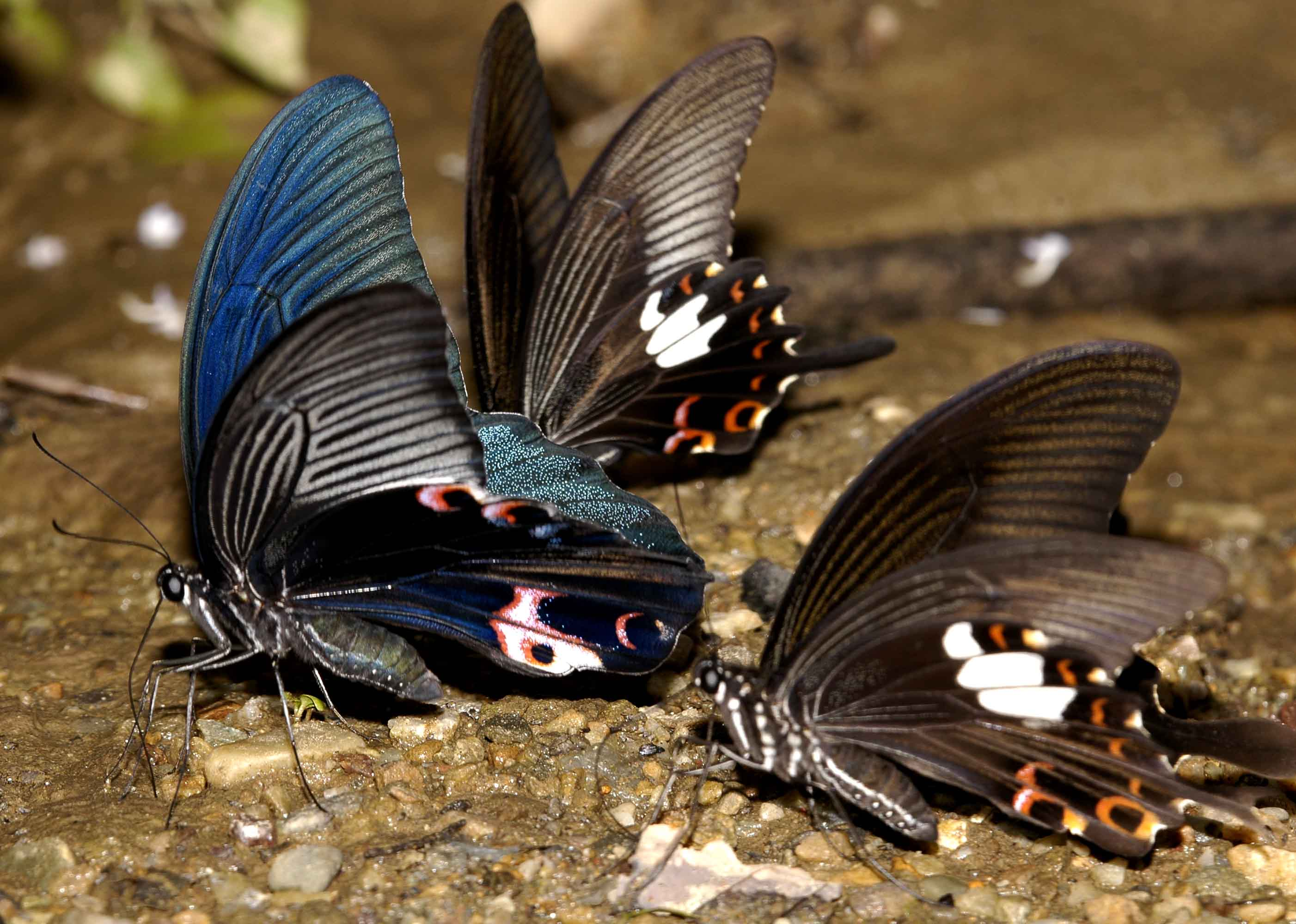
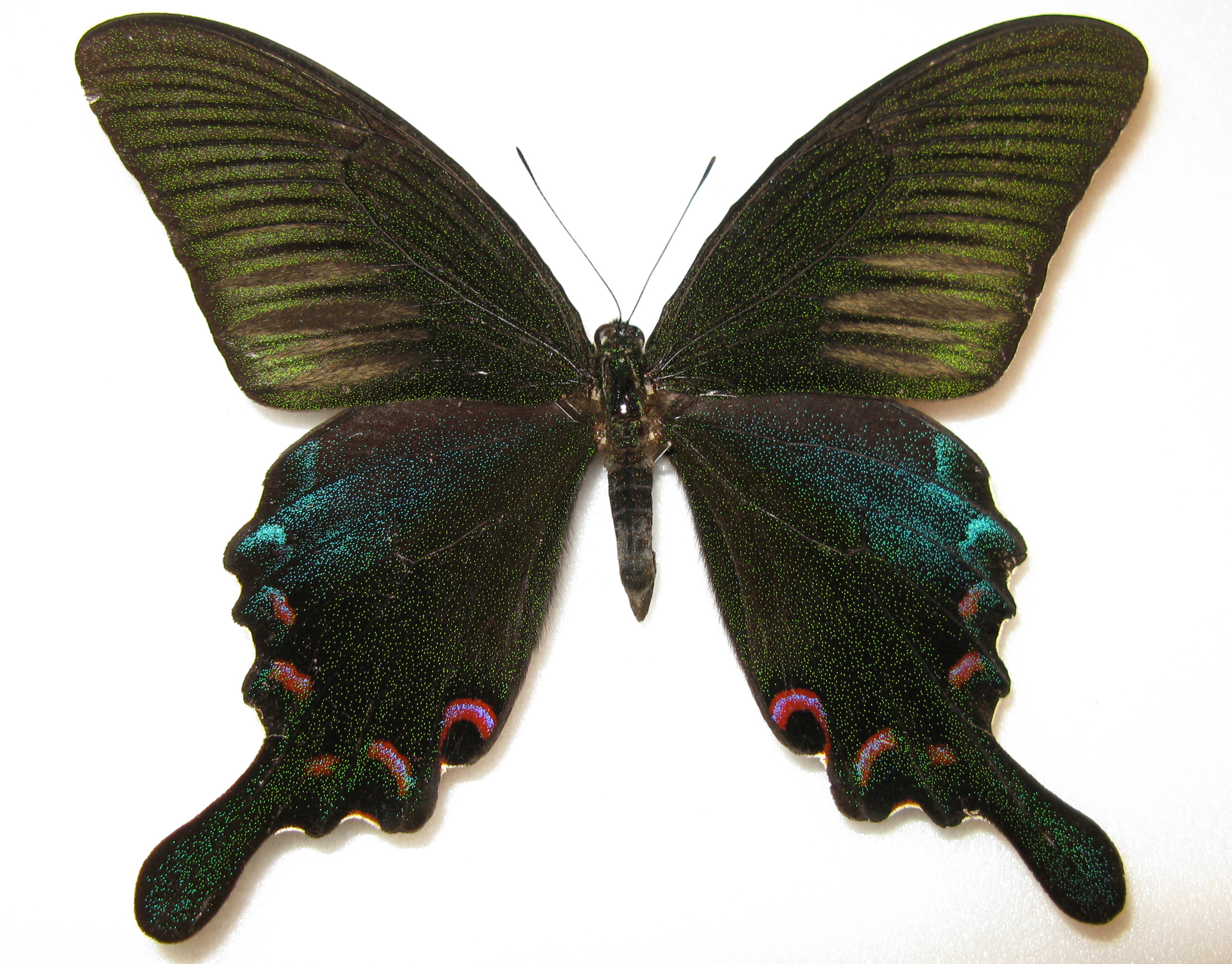
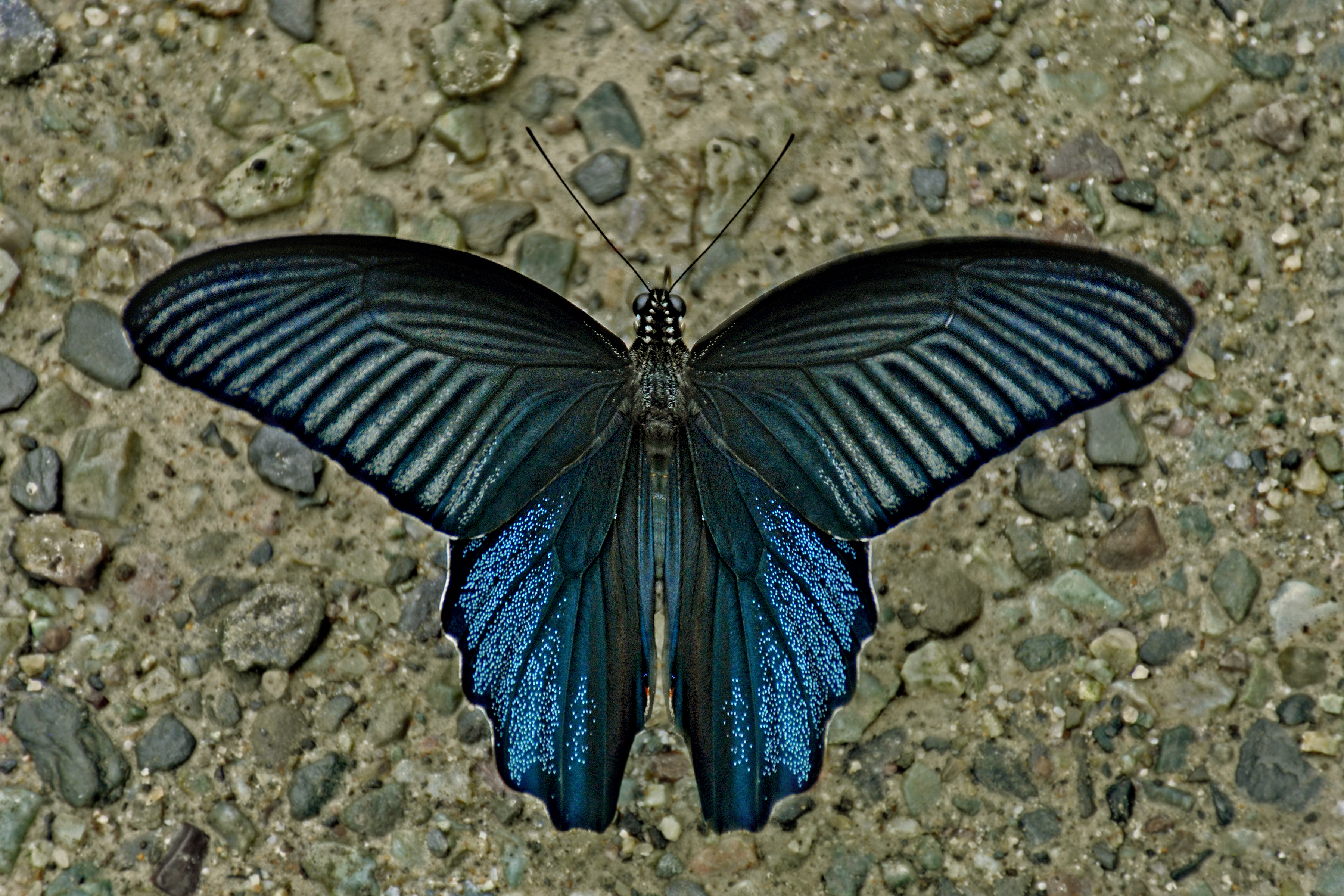